# Philipine van Aanholt
Philipine van Aanholt (wym. [fɪlɪˈpɪnə vɑn ˈaːnɦɔlt]; ur. 26 maja 1992 w Utrechcie) – pochodząca z Curaçao żeglarka startująca na jachtach klasy Laser Radial, olimpijka z Londynu.

## Kariera sportowa
Van Aanholt zaczynała pływać w wieku 7 lat. Na zawodach międzynarodowych debiutowała rok później, podczas regat jachtów klasy Optimist na Saint Thomas. W 2008 roku została mistrzynią świata w klasie Splash wśród dziewcząt, a w następnym roku mistrzynią świata w klasie Sunfish. W lipcu 2010 roku wzięła udział w rozgrywanych w Stambule młodzieżowych mistrzostwach świata, gdzie zajęła 9. miejsce. W tym samym roku zajęła czwarte miejsce na Igrzyskach Ameryki Środkowej i Karaibów. Podczas żeglarskich Mistrzostw Świata rozgrywanych w Perth w 2011 roku van Aanholt zajęła 83. miejsce. W październiku 2011 roku była 5. w klasie Laser Radial podczas Igrzysk Panamerykańskich w Guadalajarze.
W lutym 2012 roku zajęła 7. miejsce w mistrzostwach Ameryki Północnej w Fort Lauderdale. Trzy miesiące później zawodniczka z Curaçao została sklasyfikowana na 37. pozycji podczas mistrzostw świata w klasie Laser Radial, które odbywały się w niemieckim Boltenhagen. Dzięki temu wynikowi awansowała na igrzyska olimpijskie.
W lipcu 2012 roku wzięła udział w konkursie olimpijskim w Weymouth. Choć wcześniej van Aanholt reprezentowała Antyle Holenderskie, podczas Igrzysk w Londynie występowała jako niezależny olimpijczyk. Było to spowodowane politycznym rozpadem kraju i nieutworzeniem komitetu olimpijskiego Curaçao. Van Aanholt mogła wybrać starty jako reprezentantka Holandii, jednak odrzuciła taką możliwość zarówno ze względów patriotycznych, jak i sportowych (wyższe wymogi kwalifikacyjne). W regatach olimpijskich zajęła 36. miejsce na 41 zawodniczek. Najlepszy wynik osiągnęła w siódmym wyścigu, w którym była 16.

### Wynik w turnieju olimpijskim
| Miejsce | Zawodnik              | Wyścig | Wyścig | Wyścig | Wyścig | Wyścig | Wyścig | Wyścig | Wyścig | Wyścig | Wyścig | Wyścig | Punkty | Punkty |
| Miejsce | Zawodnik              | 1      | 2      | 3      | 4      | 5      | 6      | 7      | 8      | 9      | 10     | M      | Tot    | Net    |
| ------- | --------------------- | ------ | ------ | ------ | ------ | ------ | ------ | ------ | ------ | ------ | ------ | ------ | ------ | ------ |
| 36      | Philipine van Aanholt | 36     | 38     | 38     | 29     | 33     | 37     | 16     | 27     | 42 BFD | 37     | —      | 333    | 291    |

## Życie osobiste
Philipine jest córką Cora van Aanholta, uczestnika Igrzysk Olimpijskich w 2000 roku w barwach Antyli Holenderskich oraz mistrza świata w klasie Sunfish z 1980 roku. Żeglarstwo uprawia także rodzeństwo Philipine: bracia Ard, Just oraz siostra Odile, jak również matka Marjolein. Philipine choć urodziła się w Holandii, to w 1994 roku wraz z rodziną przeprowadziła się na Curaçao.
Studiuje na Uniwersytecie w Groningen w Holandii.